# Marie von Ebner-Eschenbach
Pour les articles homonymes, voir Ebner.
Marie von Ebner-Eschenbach (en tchèque Marie von Ebner-Eschenbachová, en allemand Marie Freifrau von Ebner-Eschenbach), née le 13 septembre 1830 à Troubky-Zdislavice et morte le 12 mars 1916 à Vienne, est une écrivaine autrichienne.
Connue pour ses romans psychologiques, elle est l'une des plus importantes auteures en allemand de la fin du XIXe siècle.

## Biographie

### Famille
En 1848, Marie von Ebner-Eschenbach se marie avec son cousin Moritz von Ebner-Eschenbach (de), professeur de physique-chimie dans une école d'ingénieurs de Vienne. Le mariage est sans enfant, au grand dam des époux. Elle tient un journal intime et une correspondance montrant ses déceptions sur sa vie au foyer. Il a été avancé que les maux de tête et l'anxiété importante dont elle souffrait étaient d'origine psychosomatique, en suggérant leur nature hystérique.

### Carrière littéraire
On la relie au courant du réalisme poétique. La ville de Vienne commissionne Marie Müller en 1891 pour son portrait et les deux femmes deviendront amies,.

## Hommage
Une plaque commémorative lui est dédiée à l'université de Vienne.

## Bons mots
- « Les véritables bons amis sont les personnes qui nous connaissent très bien mais qui nous supportent quand même » (« Wirklich gute Freunde sind Menschen, die uns ganz genau kennen, und trotzdem zu uns halten). »

## Œuvres traduites en français
- Ineffaçable [« Unsühnbar »], trad. d'Amélie Chevalier, Paris, Éditions Plon, Nourrit et Cie, 1895, 285 p. (BNF 41642592)
- Un incompris. Deux amis. Une première communion, textes choisis, trad. de H. Heinecke, Paris, éditions Hachette, 1907, 254 p. (BNF 35973804)
- Bozena. Mœurs de province en pays morave [« Božena. Erzählung »], trad. de Marius Hoche, Paris, éditions G. Dujarric, 1910, 283 p. (BNF 30393541)
- Trois histoires autrichiennes, trad. de Jean-François Boutout, postface d'Erika Tunner, Rouen, Centres d'études et de recherches autrichiennes / Publications de l'Université de Rouen, 2001 (réunit : Les Barons de Gemperlein, trad. de Die Freiherren von Gemperlein ; Monsieur le conseiller aulique, trad. de Der Herr Hofrat, eine Wiener Geschichte ; Son rêve, trad. de Ihr Traum, Erlebnis eines Malers). (notice BnF n°FRBNF37709429)
- Krambambouli [« Krambambuli »], trad. de Louis de Hessem révisée par David Thieulin (Ed.), édition bilingue allemand-français, Amazon KD Publishing, 2015, 72 p.  (ISBN 978-2-9534880-3-6)
- La Princesse de Banalia [« Die Prinzessin von Banalien »], trad. inédite et postface de David Thieulin (Ed.), édition bilingue allemand-français, Amazon KD Publishing, 2015, 150 p.  (ISBN 978-2-9534880-2-9)
- Le Bon Monsieur von Bauer [« Der gute Mond »], trad. inédite de David Thieulin (éd.), édition bilingue allemand-français, Amazon KD Publishing, 2016, 102 p.  (ISBN 978-2-9534880-1-2)
- Tout un livre, toute une vie [« Aphorismen »], trad. de Jean-Yves Masson et Philippe Giraudon, Editions de la Coopérative, 2017, 112 p.  (ISBN 979-10-95066-13-2)
- L'Horlogère [« Lotti die Uhrmacherin »], trad. inédite de Lucile Dionnet, livre autoédité, Le Mans, 2021 150 p.  (ISBN 979-8-7710928-50)